# Thorsten Krämer
Thorsten Krämer (* 1971 in Wuppertal) ist ein deutscher Schriftsteller.

## Leben
Thorsten Krämer wurde 1971 in Wuppertal geboren und studierte Sprachwissenschaften in Köln. 1991 bis 1997 war er Mitglied der Kölner Autorenwerkstatt. Seine Romane stehen der Popliteratur nahe, in ihnen verarbeitet er häufig Motive aus Musik und Filmen und verbindet sie zu komplexen Strukturen. Thorsten Krämer ist mit der Autorin Hung-min Krämer verheiratet und hat zwei Kinder. Er lebt (nach vielen Jahren in Köln) zurzeit als freier Schriftsteller und Journalist in Wuppertal und arbeitet für Zeitschriften und Hörfunk.

## Werke (Auswahl)
- Ich heiße Hal Hartley. Film in Worten (Tropen Verlag, 1998)
- Fast schon ein Glück. Erzählungen (Emons, 1998)
- Neue Musik aus Japan. Roman (Kiepenheuer & Witsch, 1999)
- The Democratic Forest. Gedichte (parasitenpresse, 2008)
- Die Veränderung. Prosa (yeh.de, 2015)
- The Democratic Forest. Gedichte (Brueterich Press, 2016)
- Marty. Prosa (Literatur Quickie, 2016)

## Auszeichnungen
- 1996 Förderpreis des Landes Nordrhein-Westfalen für Literatur
- 1997 Rolf-Dieter-Brinkmann-Stipendium der Stadt Köln
- 1998 Stipendium der Arno-Schmidt-Stiftung